# Жовтокірник чистий
Жовтокірник чистий (Pseudoscleropodium purum) — вид мохів порядку гіпнобрієвих (Hypnales).

## Поширення
Ареал охоплює такі частини світу: Європа, Африка, Північна Америка, Південна Америка, Азія, Австралія, Нова Зеландія.
Населяє газони міських територій, цвинтарі, узлісся, викинуті обрізки газонів; від низьких до помірних висот.

## Галерея

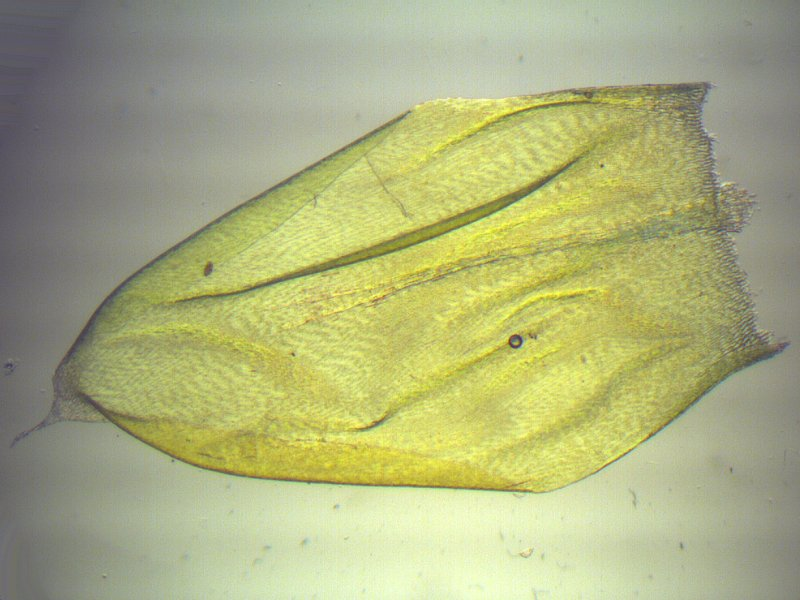
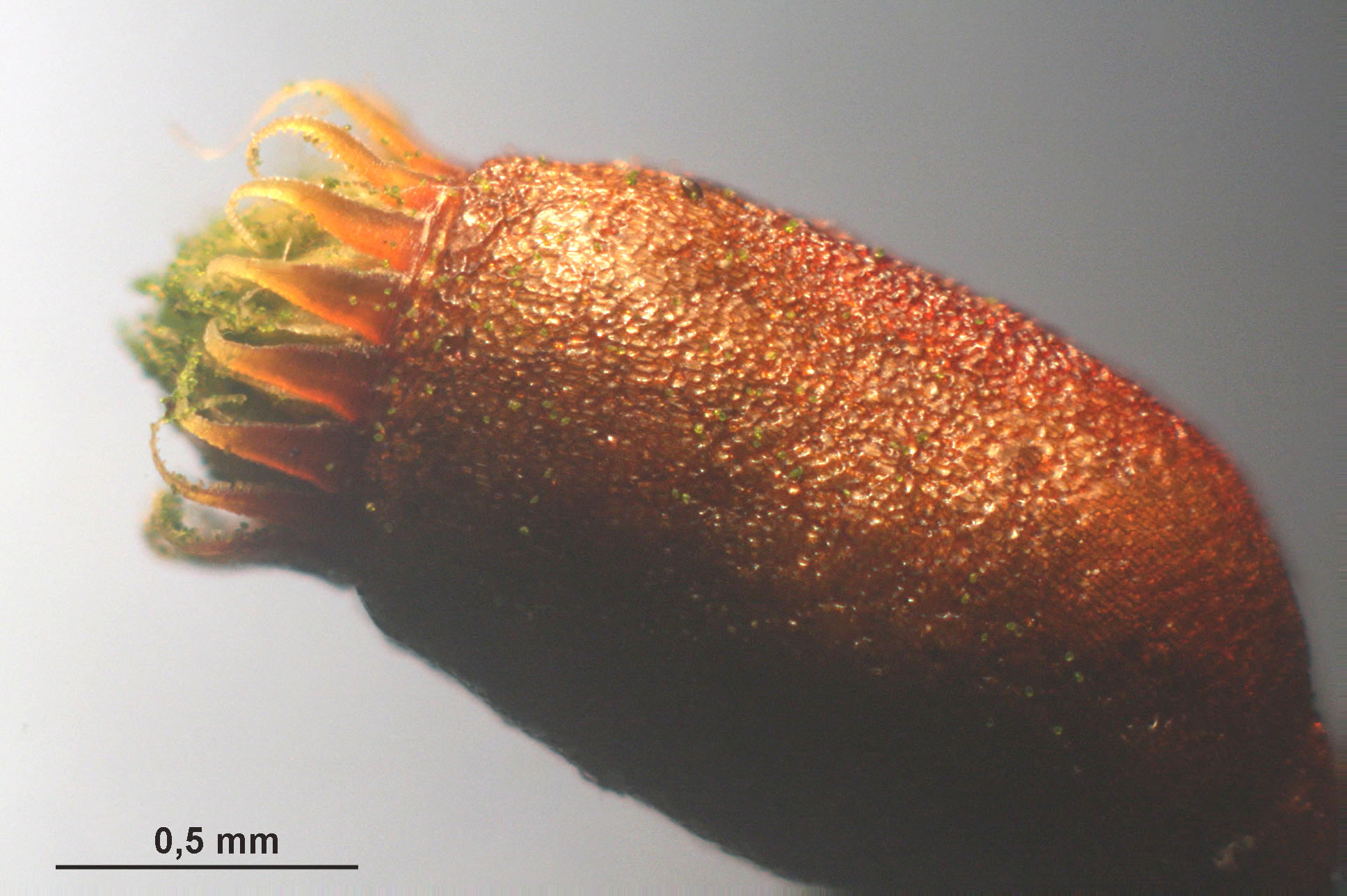
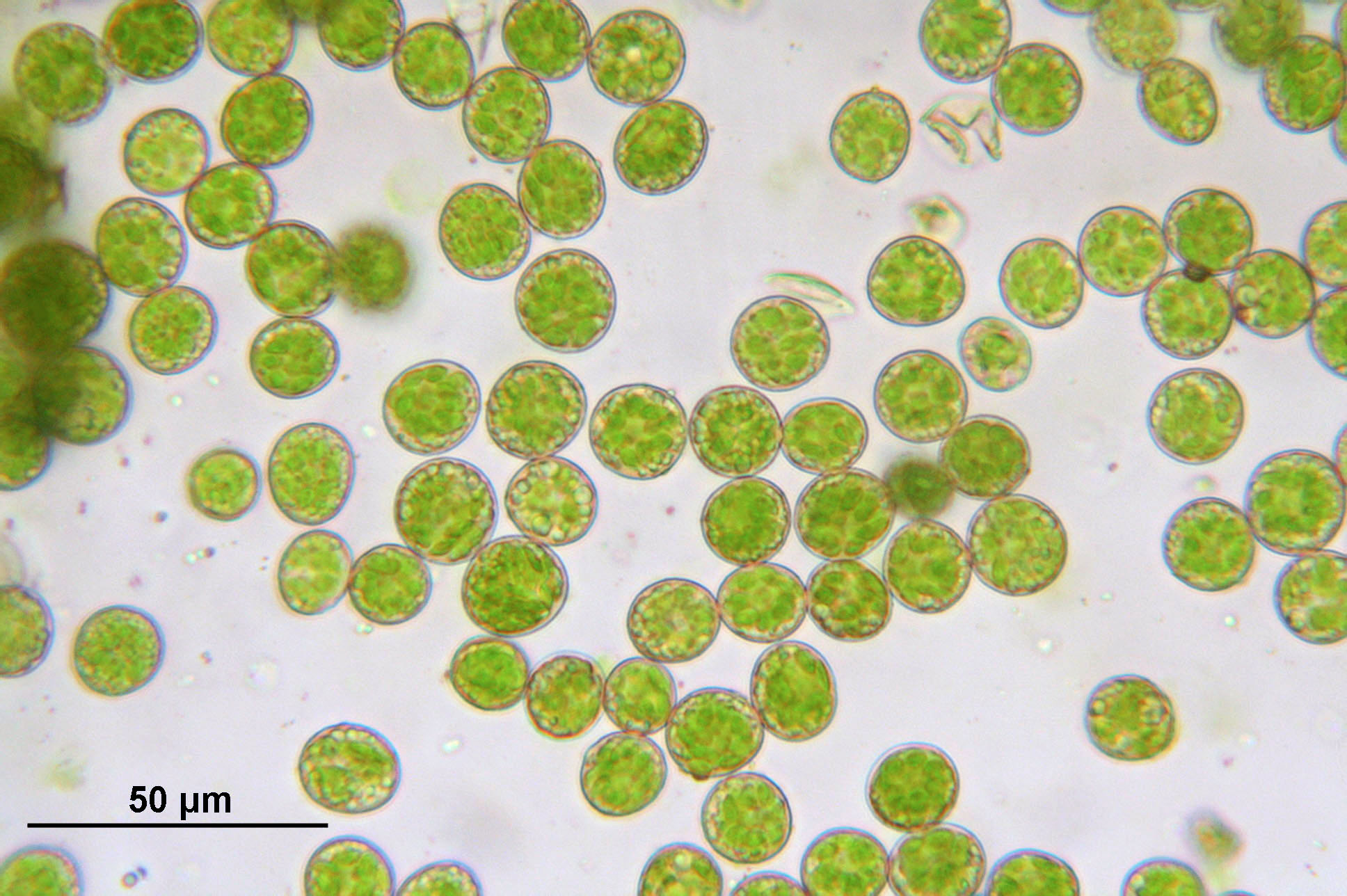

## Характеристика
Рослини в м'яких угрупованнях. Стебла 2–15 см, перисті, гілки 1–3 см; ризоїди відсутні. Стеблові листки загнуті, 2–2.5 мм; краї плоскі. Гілкові листки 1–2 мм.